# Соколенко, Александр Степанович
Александр Степанович Соколенко (18 марта 1907, Константиновск, область Войска Донского — 1987, Константиновск, Ростовская область) — советский военнослужащий, фотокорреспондент газеты «Красный черноморец». Участник Великой Отечественной войны, обороны Севастополя. Работал также для газет «Известия», «Комсомольская Правда», журнала «Огонёк».

## Биография
Родился в 1907 году, в станице Константиновка (ныне Константиновск) Ростовской области в семье казака. Его отец, Степан Никитич, более 30 лет проработал моряком на речном вокзале Ростова-на-Дону. Вместе с отцом и дядей 12-летним подростком участвовал в Гражданской войне. Посыльный в штабе Богучаровского полка 40-й дивизии. С боями прошёл от Царицына до Астрахани. В 1924 году пошёл работать на водный транспорт. Матрос, грузчик, позже становится кочегаром и, наконец, машинистом-механиком. Увлекся фотографией. Его снимки стали публиковать в газетах и журналах. Фотокорреспондент редакции газеты «Доно-Кубанский большевик».
Участник Великой Отечественной войны, был мобилизован в сентябре 1941 года. Направлен в Анапу, в формирующуюся 8-у бригаду морской пехоты ЧФ. Главный старшина. Из-за востребованности в политработе его специальности по разрешению командования бригады, жена выслала ему фотоаппаратуру и все необходимое для печати. В Севастополь 8-я бригада прибыла в октябре 1941 года и приняла участие в первых боях. В качестве разведчика сражался и Соколенко. Вместе с оружием он всегда носил фотоаппарат. Потребность в фотографиях для оформления документов была постоянной. Снимал однополчан. Находясь на передовой, он фотографировал для газет «Известия», «Комсомольская Правда», журнала «Огонек». Негативы передавал в Москву через раненых и других товарищей, эвакуируемых на Большую Землю из Севастополя. Его снимки выходили на полосах центральных газет.
Редактор флотской газеты ЧФ «Красный черноморец» бригадный комиссар П. И. Мусьяков (в будущем генерал-майор) узнав о фотографе высокого уровня через Политуправление ЧФ добился перевода Соколенко в редакцию. Соколенко готовился идти с товарищами на очередную операцию. Ночью на территорию части приехала машина с двумя офицерами, в штабе, ничего не объясняя, они приказали Александру собираться и, посадив в машину, повезли в неизвестном направлении. В дороге Соколенко успел многое передумать, успел попрощаться с родными. Его привезли в штаб флота к начальнику Политуправления ЧФ П. Т. Бондаренко. От него матрос и узнал о переводе.
Участник Керченско-Феодосийской операции, высадки в порт Феодосии. В конце 1941 года его фото рукопашной схватки облетело весь мир. В декабрьскую ночь корабли подошли к порту Феодосии. На море свирепый шторм, снежные заряды хлестали по палубе, леера покрывались льдом. Катера и баркасы подошли к берегу. Высадились и сразу в бой. Сошлись с фашистами в штыковой, рукопашной схватке. И Александр Соколенко прямо в этом бою сделал снимки рукопашного боя. Затем ему пришлось за гранаты. Фотокорреспондент Соколенко во время высадки был тяжело ранен.
В марте 1942 года его товарищ, фотокорреспондент "Красного флота" Борис Шейнин снял день рождения Соколенко, которого пришли поздравить командиры и политработники ЧФ. До Победы из гостей дожили только Соколенко и Шейнин.
Соколенко запечатлел участников состоявшегося 28 марта 1942 года массового слета снайперов ЧФ. В центре среди бойцов прославленный командир 8-й бригады морской пехоты (2-го формирования) П. Ф. Горпищенко.
Снимал на крейсерах «Красный Кавказ», «Красный Крым», «Червона Украина», эсминцах «Сообразительный», «Ташкент» и «Харьков», катерах-«охотниках» и на подводных лодках. Летал Соколенко на штурмовиках, которые шли на бомбёжку вражеских позиций, на По-2 фотографировал позиции врага. После эвакуации Севастополя А. Соколенко ходил в боевые походы на многих кораблях, участвовал в нескольких десантных операциях в Южную Озерейку, на Эльтиген.
Весной 1944 во время Крымской наступательной операции, когда советские войска подходили к Севастополю, А. Соколенко находился в госпитале в Сочи, но оставаться до полного излечения не смог и сбежал. Попасть в освобожденный Севастополь было его мечтой. 9 мая 1944 года в день освобождения Севастополя Александр Степанович вошел в город с первым эшелоном советских войск и сделал сотни снимков: клубами дыма окутан памятник «Затопленным кораблям», там горит немецкая баржа, а на здании водной станции бойцы водружают знамя Победы.
Александр Соколенко был в числе фотографов и кинооператоров, освещавших моменты Ялтинскую конференцию глав государств—участников Антигитлеровской коалиции Сталина, Рузвельта и Черчилля.
Демобилизовался и Александр Степанович в 1945 году.
В послевоенные он проживал в Ростове-на-Дону, в Константиновске. Умер в 1987 году. Оставил большой архив военной фотохроники в фото и негативах.

## Награды
Награждён орденами и медалями
- Медаль «За отвагу» (02.08.1942)
- Медаль «За оборону Кавказа» (23.02.1945)
- Орден Красной Звезды (26.02.1945)
- Медаль «За оборону Севастополя» (12.1945)
- Орден Отечественной войны I степени (06.04.1985)

## Память
В музейном историко-мемориальном комплексе «35-я береговая батарея» в 2017 году была открыта выставка «По-фронтовому. Жизнь в окопах Севастополя. 1941—1942 годы». На ней представлены документы, редкие фотографии, образцы творчества и другие материалы военной поры. Основные фотоматериалы выставки это снимки Александра Соколенко и фронтового фотокорреспондента Николая Аснина.